# 廣德公主 (陳朝)
廣德公主（?—?），是中国南北朝陈后主陈叔宝第四女。
廣德公主的母亲是高昭仪，陈朝的时候，被封为广德公主。陈朝灭亡后，廣德公主嫁给了隋朝的晋王杨广。604年，杨广即位为隋炀帝，封陈氏（廣德公主）为陳妃。她的妹妹陳婤在大业二年（606年）也被隋炀帝收入后宫封为贵人。